# 스텝들소
스텝들소(Steppe bison)는 한때 제4기 북서 캐나다에서 멕시코에 이르는 유럽, 중앙아시아, 북아시아, 베링 육교 그리고 북아메리카를 포함한 매머드 스텝에서 발견된 멸종된 종의 들소이다.

## 진화

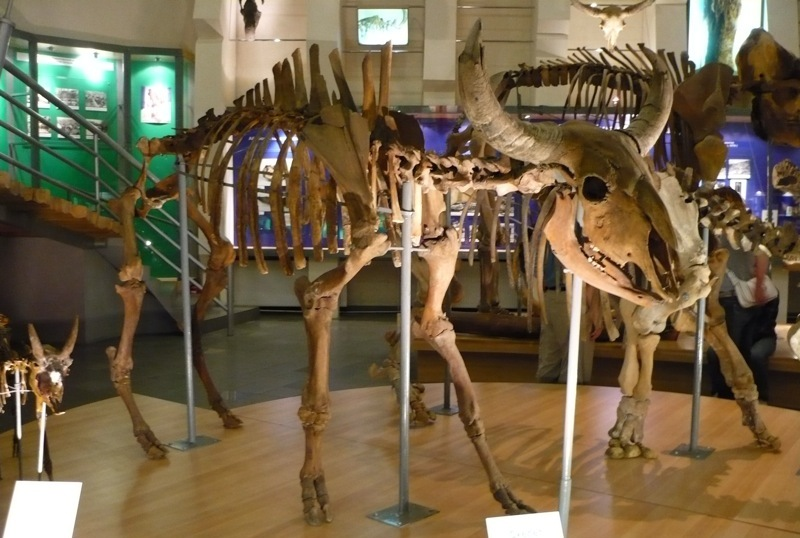
스텝들소 화석

스텝들소는 남아시아의 비손 페일리어시넨시스에서 진화한 것으로 믿어지고 있는데, 이것은 이 종들이 때때로 그것의 후손들이 혼란스러워하는 오록스와 거의 동시에 나타났다는 것을 의미한다. 스텝들소는 결국 유럽의 플라이스토세 삼림 들소와 유럽들소와 같은 시기에, 일본의 렙토비손, 그리고 북아메리카의 자이언트들소와 같은 시기에 발생하였다.

## 묘사
현대의 들소 종들, 특히 아메리카들소와 비슷하게, 스텝들소는 시들 때 키가 2m가 넘었고, 몸무게는 900kg에 달했다. 뿔의 끝은 1m 떨어져 있었고, 뿔 자체의 길이는 0.5m가 넘었다.
스텝들소는 유라시아의 가장 큰 들소로 알려져 있다. 이 아종은 아마도 자이언트들소와 유사했을 가능성이 있으며, 210cm까지 떨어져 있는 비슷한 몸 크기와 뿔을 가졌고, 아마도 비슷한 서식지 조건을 선호했을 것이다.
스텝들소도 해부학적으로 유럽들소와 비슷하여 완전한 골격을 구할 수 없을 때 구별하기 어려웠다. 이 두 종은 이종교배를 할 정도로 가까웠지만 유전적으로도 구별되어 실제로 이종교배가 드물었다는 것을 보여준다.

## 고생물학
치아 마이크로웨어 분석에 따르면, 스텝들소는 엄격한 초식동물이 아니라 혼합식성 동물이었을 것으로 보인다. 스텝들소의 주요 포식자는 동굴하이에나일 가능성이 높으며, 이들의 굴에서는 스텝들소의 유해가 발견되었다. 또한, 동굴사자도 스텝들소의 포식자로 추정되며, 알래스카주에서 발견된 냉동 미라 "블루 베이브" 표본에서 동굴사자의 물린 자국이 발견되었다. 시미타고양이와 가능성 있는 늑대도 스텝들소의 포식자로 추정된다.

## 발견
특히 알타미라 동굴과 라스코 동굴, 그리고 바이슨 핥는 곤충 비이트에 등장하는 스텝들소은 자연적으로 빙하가 보존된 형태로 발견되었다.